# Gran Premio de Costa Rica 2016
La 1.ª edición del Gran Premio de Costa Rica fue una carrera ciclista profesional de un día celebrada en Costa Rica que se realizó el 11 de diciembre del 2016 en la Capital de Costa Rica-San José y como preámbulo de la Vuelta a Costa Rica 2016 también realizada en diciembre. Fue un circuito que recorrió el sector Sur de la Capital, saliendo del Parque de la Paz y pasando por la Rotondas de las Garantías Sociales, La Y Griega, Guacamaya, San Sebastián y Rancho Guanacaste retornando retornará al punto de partida para un total de 94 kilómetros.
La carrera hizo parte del circuito UCI America Tour 2016 como competencia de la categoría 1.2 y fue ganada por el ciclista chileno Pablo Alarcón.

## Clasificación final
Las clasificaciones finalizaron de la siguiente forma:
| \| Clasificación general \| Clasificación general \| Clasificación general \| Clasificación general \| Clasificación general \| \| Ciclista \| Ciclista \| Equipo \| Tiempo \| \| \| --------------------- \| --------------------- \| ------------------------------- \| --------------------- \| --------------------- \| \| 1.º \| Pablo Alarcón \| Canel's-Specialized \| 1 h 56 min 59 s \| \| \| 2.º \| Daniel Bonilla \| Scotiabank-Nestlé-Métrica-Giant \| + 1 s \| \| \| 3.º \| Román Villalobos \| Canel's-Specialized \| + 1 s \| \| \| 4.º \| Ivan Balykin \| GM Europa Ovini \| + 1 min 00 s \| \| \| 5.º \| Elías Vega \| \| + 1 min 00 s \| \| \| 6.º \| Efrén Santos \| \| + 1 min 00 s \| \| \| 7.º \| Mainor Rojas \| \| + 1 min 01 s \| \| \| 8.º \| Víctor García Estévez \| Canel's-Specialized \| + 1 min 02 s \| \| \| 9.º \| Eduardo Corte \| \| + 1 min 04 s \| \| \| 10.º \| Fabricio Quirós \| \| + 1 min 05 s \| \| |                       |                                 |                 |
| |                       |                                 |                 |
| Fuente: ProCyclingStats |                       |                                 |                 |
| Clasificación general |                       |                                 |                 |
| Ciclista | Ciclista              | Equipo                          | Tiempo          |
| 1.º | Pablo Alarcón         | Canel's-Specialized             | 1 h 56 min 59 s |
| 2.º | Daniel Bonilla        | Scotiabank-Nestlé-Métrica-Giant | + 1 s           |
| 3.º | Román Villalobos      | Canel's-Specialized             | + 1 s           |
| 4.º | Ivan Balykin          | GM Europa Ovini                 | + 1 min 00 s    |
| 5.º | Elías Vega            |                                 | + 1 min 00 s    |
| 6.º | Efrén Santos          |                                 | + 1 min 00 s    |
| 7.º | Mainor Rojas          |                                 | + 1 min 01 s    |
| 8.º | Víctor García Estévez | Canel's-Specialized             | + 1 min 02 s    |
| 9.º | Eduardo Corte         |                                 | + 1 min 04 s    |
| 10.º | Fabricio Quirós       |                                 | + 1 min 05 s    |